# Remo Prandini
Remo Prandini (Lodrino, 31 dicembre 1942 – Hardeman, 25 dicembre 1986) è stato un presbitero e missionario italiano appartenente alla Società Salesiana di San Giovanni Bosco. Esercitò la sua missione in Bolivia.

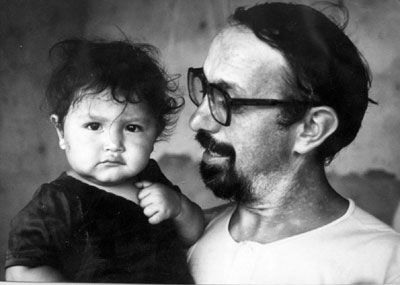
Don Remo Prandini a Hardeman

Padre Remo Prandini morì a Hardeman, in Bolivia, il giorno di Natale del 1986 per caduta accidentale in un fiume mentre si inoltrava nei villaggi della foresta amazzonica per celebrare la Messa e portare dei doni ai figli dei campesinos.

## Biografia
Nacque a Lodrino (Brescia)  il 31 dicembre 1942, figlio di Giuseppe Prandini e Maria Ilde Viotti. Dopo gli studi a Chiari, il 27 giugno 1969 emise la professione perpetua nella congregazione salesiana. Fu ordinato sacerdote dal Vescovo di Brescia Luigi Morstabilini il 4 aprile 1971 a Lodrino, nella chiesa di San Vigilio. Dal 1971 al 1975 fu educatore nel riformatorio salesiano di Arese. Qui ritrovò padre Ugo De Censi, già suo insegnante di teologia, che lo coinvolse nell'Operazione Matogrosso (OMG). Padre Remo fu uno dei primi animatori dell'OMG a Brescia Il suo entusiasmo e la voglia di lavorare duro per i poveri contagiarono molti giovani.

### La missione
Nel 1975 partì per la missione salesiana di "Sagrado Corazón" nella diocesi di Santa Cruz de la Sierra, provincia di Obispo Santistevan in Bolivia. Si stabilì nel villaggio Hardeman e si adoperò per il progresso materiale e spirituale dei contadini. Promosse la costruzione di una chiesa, un micro-ospedale (1983) e il centro giovanile. Costruì la scuola (1982) e si adoperò per la formazione degli insegnanti affinché anche ai bambini della foresta fosse garantita l'istruzione. Padre Remo è stato un sacerdote che ha condiviso la povertà dei campesinos ai quali annunciava il Vangelo con un sacrificio e donazione totali.
Nell'ottobre 1986 favorì l'arrivo in Bolivia delle suore Missionarie della dottrina cristiana da L'Aquila. Le suore sono presenti in Bolivia e operano nell'assistenza ai poveri, alle ragazze e nella promozione della donna.

### La morte
La mattina di Natale del 1986, padre Remo celebrò la Messa a Hardeman e confessò; dopo pranzo, nonostante la stanchezza e i ripetuti inviti delle suore a desistere perché le piogge torrenziali avevano ingrossato i canali della foresta, partì in bicicletta per celebrare la Messa nei villaggi di Carmen e Trompillo. A chi gli chiedeva di non partire rispondeva che se non fosse andato quei campesinos non avrebbero festeggiato la nascita di Cristo e lui non avrebbe potuto consegnare ai bambini i regali che teneva nello zaino. Giunto in prossimità di un canale, Padre Remo abbandonò la bicicletta e proseguì a piedi con lo zaino in spalla ma nell'attraversare un ponte provvisorio di tronchi scivolò  nel fiume e scomparve. Il suo cadavere fu ritrovato l'indomani dai campesinos che a decine l'avevano cercato per tutta la notte.
La sua morte provocò costernazione nella provincia di Obispo Santistevan e le autorità proclamarono 15 giorni di lutto. I campesinos chiesero di seppellire il corpo del Padre nel loro paese ma i Salesiani si opposero preferendo tumularlo in città. Gli abitanti di Hardeman minacciarono la rivolta e dovette intervenire l'ispettore salesiano mons. Tito Solari Cappellari per mediare con le autorità locali. Il funerale fu  celebrato a Sagrado dal Vescovo di Santa Cruz de La Sierra, mons. Luis Aníbal Rodríguez Pardo; al termine, la salma, caricata su un camion della comunità, fu riportata al villaggio di Hardeman per la sepoltura. Per più di 70 chilometri, i campesinos scesero in strada a salutare il passaggio della salma di don Remo e nelle case fu esposta la bandiera boliviana, a mezz'asta.

### Testimonianze suscitate
La tomba di don Remo è all'entrata della chiesa di Hardeman. A distanza di anni, i campesinos conservano il ricordo e la devozione per padre Remo.

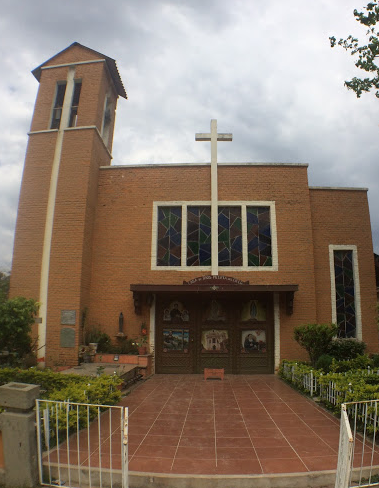
La chiesa di Hardeman. All'ingresso, a sinistra, c'è la tomba di Padre Remo Prandini.

A lui è intitolata la scuola: Nucleo Escolar 'P. Remo Prandini Viotti' Fe y Alegria Hardeman Santa Cruz – Bolivia.
Nell'ottobre 1994, la famiglia e gli amici hanno fondato l'Associazione amici Padre Remo Onlus con sede a Gardone Valtrompia, per realizzare interventi umanitari in Bolivia.
I giovani dell'Operazione Mato Grosso e la comunità salesiana di Sagrado Corazon mantengono vivi il ricordo e la testimonianza di Padre Remo. 
Il 9 Ottobre 1999, il comune di Lodrino (BS) ha intitolato a Padre Remo Prandini il  Centro sportivo comunale
Nel ventennale della morte, la comunità salesiana di Sagrado Corazon e le Missionarie della dottrina cristiana hanno organizzato una messa solenne nella chiesa di Hardeman presieduta dall'arcivescovo di Cochabamba, mons. Tito Solari Capellari.
Martedì 17 Luglio 2007, in occasione del 39º anniversario della comunità di Hardeman,  il Cardinal Julio Terrazas Sandoval ha inaugurato il monumento a padre Remo che domina la piazza, eretto dalla municipalità.